# Castell de Mediona
El castell de Mediona es bastí damunt del congost de Mediona que solca el riu de Bitlles, afluent del riu Anoia, un lloc estratègic, no per la gran panoràmica del territori sinó per la proximitat a una via de comunicació important que connectava el Penedès i l'Anoia. El castell està molt relacionat amb la nissaga dels Mediona.

## Història
El topònim Mediona apareix documentat l'any 954 i el castell, l'any 1011 en una donació a Sant Cugat del Vallès d'uns alous i un molí situats prop del riu de Bitlles. El castell està molt lligat al llinatge dels Mediona, alguns membres de la qual ja trobem a principis del segle xi com ara Guifred, o Guillem de Mediona, fill de Sisemund d'Oló i net del vescomte de Girona Guiniguís Mascaró. Era levita i el bisbe Borrell de Vic li encomanà l'any 1015 el repoblament i defensa dels territoris més extrems del bisbat. Morí en lluita contra els sarraïns l'any 1032. El 1057, Ramon de Mediona fill de Guillem era senyor del castell i Bernat de Mediona, germà, n'era el castlà. Ramon de Mediona lluità al costat de Mir Geribert contra el comte de Barcelona, Ramon Berenguer I.
Durant el segle xii la senyoria eminent del castell passà als Cabrera; els Mediona van conservar la castlania. El 1194 Ponç de Cabrera oferí el castell com a penyora al rei Alfons el Cast. El 1226 el vescomte Guerau IV de Cabrera cedí el domini superior del castell a l'orde del Temple.
El 1242 el castell de Mediona passà als Cardona. El 1281, el vescomte de Cardona tenia en feu del comte de Barcelona els castells de Mediona, Montbui i Castellolí. La casa ducal de Cardona tingué l'alta jurisdicció del territori fins a l'abolició del règim senyorial al segle xix. La castlania, el 1266 va ser cedida a Bernat de Barberà i descendència que la retingué fins a l'any 1616 quan Enric de Barberà, clergue, la vengué a Joan Ferrer, mercader. Els Ferrer foren castlans fins al segle xix.

## Arquitectura
Les restes que es veuen actualment pertanyen a èpoques diverses. Les construccions més antigues són una bestorre semicircular de 5 m de llarg per 3 m d'ample destruïda al nivell del que fou el primer pis i un recinte que s'estén cap a l'est amb un mur d'un gruix de 120 cm. El clos rectangular fou ampliat en una època primerenca cap a llevant i resseguint tot el cim del pujol. A l'extrem oriental hi ha restes d'una altra bestorre, i d'una cisterna. Algunes d'aquestes fortificacions són fetes amb un aparell que recorda l'«opus spicatum» i es datarien del segle x. Les ampliacions poden ser posteriors.
A finals del segle xiii o començament del segle xiv es produeix una segona fase constructiva que correspon a una colla d'edificis que fortifiquen l'extrem sud-oest amb murs que enllacen la bestorre del segle x amb un baluard de tàpia d'1,20 m d'ampla per 2,40 m de llarg i 1,20 m d'alçada, sobre un sòcol de carreus, troneres i forats per canalitzar l'aigua. El baluard enllaça amb una sala gòtica rectangular, amb 5 basaments d'arcs apuntats.

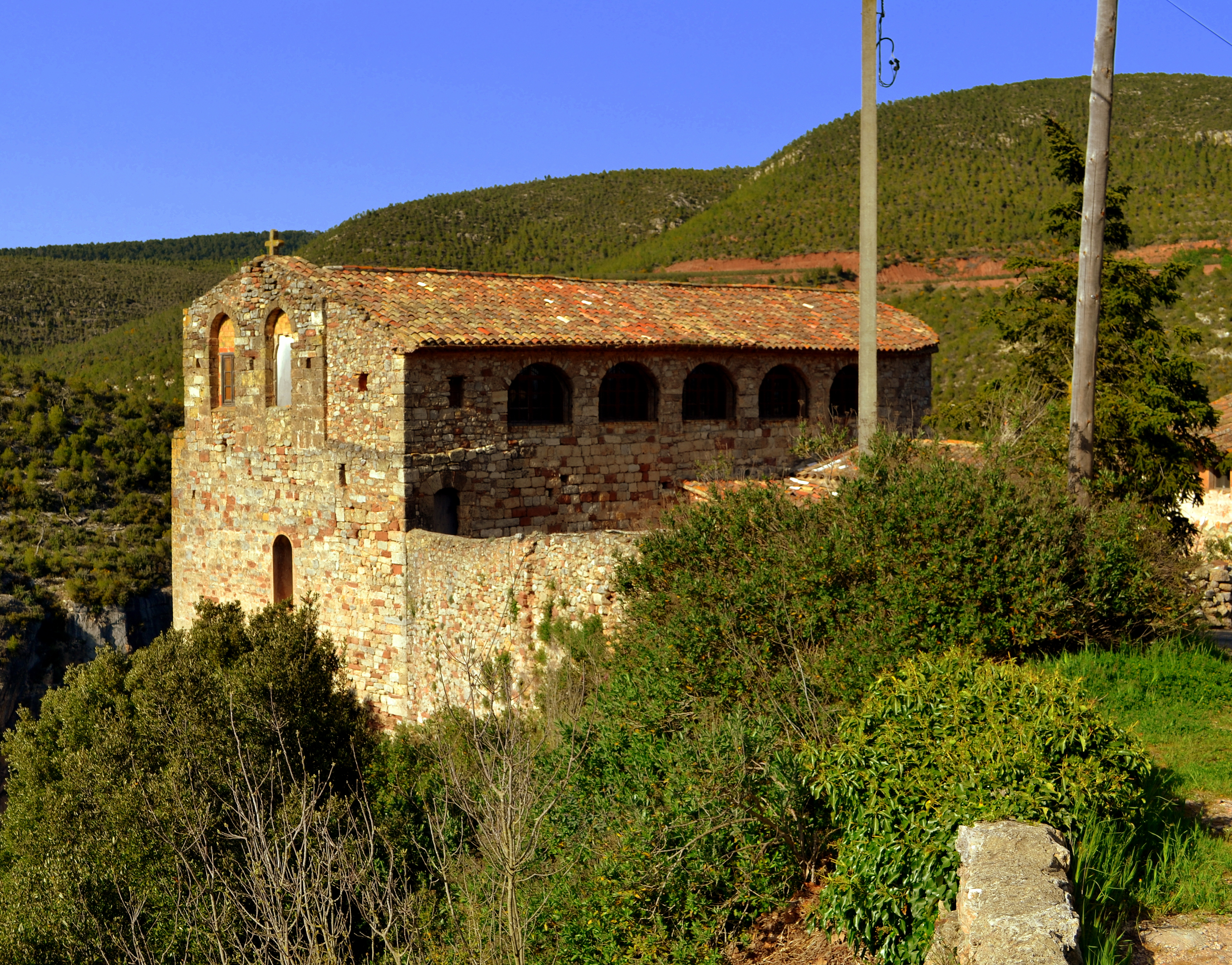
Església del castell

En una tercera fase constructiva es destruïren parcialment la sala gòtica i el baluard. El segle xv s'edificà una torre quadrada amb almenys dos pisos superiors datada pels materials ceràmics trobats en l'excavació. Són segurament també del segle xv una altra torre quadrada i la porta d'accés al conjunt del castell situats a l'extrem nord-est en el camí que segueix el curs del riu Mediona. Dins del clos fortificat hi ha l'església del castell dedicada a Santa Maria; és d'una nau amb volta apuntada gòtica i absis poligonal (segle XIV). S'hi venera el sant Crist de Mediona. Fou incendiada l'any 1936 i reconstruïda l'any 1940.